# فرودگاه اسکای‌لارک
فرودگاه اسکای‌لارک (به انگلیسی: Skylark Airpark) یک فرودگاه همگانی بهره‌برداری هوایی است که یک باند فرود آسفالت دارد و طول باند آن ۹۸۸ متر است. این فرودگاه در کشور ایالات متحده آمریکا قرار دارد و در ارتفاع ۳۷ متری از سطح دریا واقع شده است.